# Back 2 Life
Albums de Sean Kingston
Tomorrow
(2009)
Singles
1. Back 2 Life (Live It Up)
Sortie : 5 juin 2012

Back 2 Life est le troisième album studio du chanteur Sean Kingston, sorti en 2013. L'album présente des collaborations avec T.I., Rihanna, T-Pain, Cee Lo Green, Kanye West, Keke Palmer, Soulja Boy, Shakira, Akon, Mavado et le duo Wisin y Yandel.
Le premier single de cet album s'intitule Back 2 Life en duo avec le rappeur T.I. et le deuxième s'appelle Rum and Raybans en duo avec la chanteuse anglaise Cher Lloyd.

## Liste des titres
1. Back 2 Life (Live It Up) (Featuring T.I. ; produit par J. R. Rotem)
2. Beat It (Featuring Chris Brown & Wiz Khalifa) ; produit par J. R. Rotem)
3. Hold That (Featuring Yo Gotti) ; produit par StreetRunner)
4. Bomba (Featuring Shakira)
5. Smoke Signals
6. Ordinary Girl
7. Seasonal Love (Featuring Wale)
8. How We Survive (Featuring Busta Rhymes)
9. Shotta Luv (Featuring 2 Chainz)
10. Ayo (16th Floor)
11. Save One for Me
12. Love Ecstasy